# 요하네스 질버슈나이더
요하네스 질버슈나이더(독일어: Johannes Silberschneider, 1958년 12월 13일~)는 오스트리아의 배우이다.

## 작품 목록

### 영화
- 더 가든 (2017년)
- 라이프 이터널 (2015년)
- 플라이츠 오브 팬시 (2014년)
- 최후의 국경 사무소 (2013년)
- 롬멜: 사막의 여우 (2012년) - 아돌프 히틀러 역
- 구스타프 말러의 황혼 (2010년)
- 앙리 4세 (2010년)
- 거짓말 소동 (2009년)
- 데스페라도 온 더 블록 (2009년)
- 나에게 자유를 (2008년)
- 실렌티움 (2004년)
- 안네 프랑크 (2001년)
- 바람의 신부 (2001년)
- 카피 샵 (2001년)
- 레퀴엠 포 로맨틱 우먼 (1999년)
- 꿈 속의 여인 (1998년) - 요셉 괴벨스 역
- 레드 바이올린 (1998년)
- 카스파 하우저 (1993년)